# Horst Schwebel
Horst Schwebel (* 23. November 1940 in Frankfurt am Main) ist emeritierter Professor für Praktische Theologie und Autor mehrerer Werke zum Grenzbereich von Kunst und Theologie, zum Kirchenbau und zur „Ikonographie der Religionen“.

## Werdegang
Schwebel studierte Philosophie, Theologie und Christliche Archäologie an den Universitäten Frankfurt und Marburg. Seine Doktorarbeit aus dem Jahr 1966 ging über das Thema Phänomenologische und theologische Untersuchung zur abstrakten Malerei. Er habilitierte sich 1977 mit einer Arbeit über Das Christusbild in der bildenden Kunst der Gegenwart.
Von 1980 bis 2006 war er Hochschullehrer an der Universität Marburg und Direktor des Instituts für Kirchenbau und kirchliche Kunst der Gegenwart, einer Forschungseinrichtung der Evangelischen Kirche Deutschlands. 1997 erhielt er einen Ehrendoktor der Universität Helsinki.
Schwebel kuratierte Ausstellungen u. a. im Kontext der documenta und gibt neben anderem die Reihe Theologie und Ästhetik im LIT-Verlag Münster heraus. Er war als Institutsdirektor zugleich von 2003 bis 2006 „evangelischer Herausgeber“ der ökumenischen Zeitschrift Kunst und Kirche. Seit 2007 ist er Mitherausgeber von Tà katoptrizómena, einem Internetmagazin für Kunst, Kultur, Theologie und Ästhetik.
Schwebel ist verheiratet mit der langjährigen FDP-Stadtverordneten Gerlinde Schwebel und lebt in Marburg. Bei der Landtagswahl in Hessen 1983 kandidierte er für die FDP im Wahlkreis Marburg-Biedenkopf I und erreichte 5,8 % der Stimmen. Er leitet die Kommission Religionsgemeinschaft der hessischen FDP.

## Werke (Auswahl)
- Autonome Kunst im Raum der Kirche. Furche, Hamburg 1968. 95 S. (erweiterte Marburger Inauguraldissertation)
- Glaubwürdig. Fünf Gespräche über heutige Kunst und Religion. Kaiser, München 1979, ISBN 3-459-01203-X
- Das Christusbild in der Bildenden Kunst der Gegenwart. Wilhelm Schmitz, Gießen 1980, ISBN 3-87711-027-4
- Die Kunst und das Christentum. Geschichte eines Konflikts. Beck Verlag, München 2002, ISBN 3-406-48678-9
- Der Durchstreicher. Geschichten. Verlag Blaues Schloss, Marburg 2012, ISBN 978-3-943556-09-4